# Ścieżki chwały (film)
Ścieżki chwały – amerykański czarno-biały film wojenny z 1957 w reżyserii Stanleya Kubricka, na podstawie powieści Humphreya Cobba z 1935 pod tym samym tytułem.
Zdjęcia kręcono w całości w Bawarii, m.in. w pałacu Schleissheim na przedmieściach Monachium.

## Fabuła
Rok 1916, front zachodni I wojny światowej. Dowódca korpusu Armii Francuskiej gen. Broulard wydaje rozkaz dywizji gen. Mireau zdobycie niemieckiej pozycji na Anthill. Mireau decyduje się wykonać rozkaz, mimo braku najmniejszych szans na powodzenie, ze względu na obiecany awans. Zadanie to powierza 701. Pułkowi Piechoty, którego dowódcą jest płk Dax. W czasie szturmu część żołnierzy nie jest w stanie opuścić okopów, pozostali są zmuszeni wycofać się. Wściekły Mireau, mimo protestów Daxa, zwołuje sąd wojenny nad wybranymi żołnierzami pułku. Są wśród nich szer. Ferol nazywany wyrzutkiem społeczeństwa, bohater wojenny szer. Arnaud wybrany przez dowódcę kompanii drogą losowania oraz kpr. Paris, który naraził się dowódcy swojej kompanii. Dax, w cywilu prawnik, zostaje obrońcą oskarżonych, jednak marionetkowy sąd skazuje trójkę żołnierzy na śmierć. Pułkownik stara się ich ratować ujawniając, że w czasie ataku Mireau rozkazał ostrzelać pozycje 701. Pułku.

## Kontrowersje
We Francji zarówno aktywny, jak i emerytowany personel wojskowy ostro skrytykował film i sposób przedstawienia w nim armii francuskiej, po jego premierze w Belgii. Francuski rząd wywarł ogromną presję na United Artists (dystrybutora europejskiego), aby nie wypuszczać filmu we Francji. Obraz został ostatecznie pokazany w tym kraju dopiero w 1975 roku, kiedy zmieniły się postawy społeczne. 
W Niemczech film został wycofany z Festiwalu Filmowego w Berlinie, aby uniknąć pogorszenia stosunków z Francją; został pokazany dopiero dwa lata po premierze w USA.
W Hiszpanii prawicowy rząd Francisco Franco zakazał wyświetlania filmu. Po raz pierwszy pokazano go publicznie w 1986 roku, 11 lat po śmierci Franco. Film został zakazany również przez Szwajcarię jako „niezaprzeczalnie obraźliwy” dla Francji, jej systemu sądownictwa i armii, aż do 1970 roku. Wyświetlania filmu zakazano także we wszystkich placówkach Sił Zbrojnych Stanów Zjednoczonych, zarówno w kraju, jak i za granicą, ze względu na jego antywojenną treść.

## Obsada
- Kirk Douglas jako pułkownik Dax, dowódca 701 Pułku Piechoty
- Ralph Meeker jako kapral Philippe Paris, żołnierz 701 PP oskarżony o tchórzostwo
- Adolphe Menjou jako generał dywizji George Broulard, dowódca korpusu
- George Macready jako generał brygady Paul Mireau, dowódca dywizji
- Wayne Morris jako porucznik Roget, dowódca kompanii 701 PP
- Richard Anderson jako major Saint-Auban, adiutant gen. Mireau
- Joe Turkel jako szeregowy Pierre Arnaud, żołnierz 701 PP oskarżony o tchórzostwo
- Christiane Kubrick jako niemiecka śpiewaczka
- Jerry Hausner jako właściciel kawiarni
- Peter Capell jako narrator
- Emile Meyer jako ojciec Dupree
- Bert Freed jako sierżant Boulanger, żołnierz 701 PP
- Kem Dibbs jako szeregowiec Lejeune, żołnierz 701 PP
- Timothy Carey jako szeregowiec Maurice Ferol, żołnierz 701 PP oskarżony o tchórzostwo
- John Stein jako kapitan Rousseau, dowódca artylerii
- Harold Benedict jako kapitan Nichols, oficer łączności sztabu dywizji